# Poibrene, Pazardjik
Poibrene (în bulgară Поибрене) este un sat în comuna Panaghiuriște, regiunea Pazardjik,  Bulgaria. 

## Demografie
Componența etnică a satului Poibrene
     Bulgari (42,13%)
     Romi (3,09%)
     Nicio identificare (54,76%)
     Altele (0%)
La recensământul din 2011, populația satului Poibrene era de 776 locuitori. Nu există o etnie majoritară, locuitorii fiind bulgari (42,13%) și romi (3,09%). Pentru 54,76% din locuitori nu este cunoscută apartenența etnică.